# Lucrezia d'Alagno
Lucrezia d'Alagno (1430 – Roma, 19 febbraio 1479) è stata una nobile italiana, nota per essere stata l'amante del Re del Regno di Napoli Alfonso V d'Aragona e per i saggi dedicatele da Benedetto Croce.
Fu signora di Caiazzo, Isola d'Ischia, Somma e Venosa.

## Biografia
Lucrezia nacque nel 1430 da Cola d'Alagno e Covella Toraldo. Aveva due fratelli, Ugo e Mariano, e due sorelle, Antonia e Luisa. Scarsissime sono le notizie sui suoi primi anni di vita. Leggendario, e per certi versi romantico, l'incontro con il Re del Regno di Napoli, databile presumibilmente al 1448, quando Alfonso V d'Aragona la vide casualmente in strada mentre Lucrezia, allora diciottenne, attendeva a una consuetudine tradizionale per la festa di San Giovanni, e se ne innamorò. In quel periodo Lucrezia prese dimora nel quartiere Borgo dell'odierna città di Torre del Greco, in una zona che oggi si chiama "Orti della Contessa", non lontano dal Castello Aragonese, oggi Palazzo di Città, ove il sovrano soggiornava spesso.
È discusso se i rapporti fra i due furono mai carnali, ma in ogni caso la giovane Lucrezia riuscì a raggiungere una tale influenza sul sovrano che, stando ai Ricordi di Luigi de Rosa, cronista dell'epoca, «...chi voleva alcuna grazia da lo Re andava da Madama Lucrezia». Queste "grazie" non dovevano però essere del tutto gratuite, se è vero che Lucrezia si arricchì considerevolmente per suo conto. Col crescere della sua fama aumentavano anche il prestigio personale, la potenza politica, le ricchezze e gli incarichi di rango per sé e per la sua famiglia. Lucrezia partecipava a tempo pieno alla vita politica e privata del Re.
L'unico ostacolo al pieno coronamento delle ambizioni matrimoniali di Lucrezia, e ai non troppo segreti desideri di Alfonso, era la moglie di quest'ultimo, Maria di Trastámara, la quale non era mai stata chiamata da Alfonso a raggiungerlo in Italia e viveva invece in Spagna.
Lo stato di separazione dei coniugi da più di trent'anni, la sterilità del loro matrimonio e, soprattutto, la circostanza che nel 1455 era stato eletto al soglio papale Callisto III, zio di un cognato di Lucrezia, la convinsero a tentare il passo dell'annullamento del matrimonio del Re. Con il convinto benestare di Alfonso, l'11 ottobre 1457 Lucrezia, giunta a Roma con uno sfarzoso corteo di dame e gentiluomini comprendente 500 cavalli, fu ricevuta dal Papa che, pur avendola accolta con gli onori e la magnanimità normalmente riservati a una Regina, non volle accondiscendere alla richiesta. Allora Alfonso, amareggiato, lasciò Capua il 27 ottobre successivo, e s'avviò verso Roma per incontrarla.
Sebbene Alfonso continuò a tenerla come favorita, il 27 giugno 1458, alla morte del Re, Lucrezia non fu nominata nel testamento e, per di più, era invisa al successore al trono, Ferrante e a sua moglie Isabella di Chiaromonte.
Abbandonata Napoli, trascorse alcuni anni tra la Dalmazia e Ravenna, prima di trasferirsi definitivamente a Roma, dove vivrà i suoi ultimi anni tra le agiatezze e la fama nel frattempo acquistate.
Morì a Roma il 19 febbraio 1479 e il suo patrimonio fu diviso tra la famiglia e la Chiesa di San Domenico Maggiore di Napoli. Fu sepolta a Roma nella Basilica di Santa Maria sopra Minerva, dove però non rimane più traccia né della tomba né della lapide.
La memoria di Lucrezia rimase tuttavia nel sentimento popolare romano, che attribuì appunto il nome di Madama Lucrezia al busto anonimo di epoca romana, alto circa 3 metri, attualmente posto su un basamento all'angolo tra il Palazzo Venezia e la Chiesa di San Marco, in Piazza Venezia, nei pressi del luogo in cui Lucrezia visse i suoi anni di permanenza a Roma. È possibile inoltre che l'unica figura femminile che compare nel corteo del trionfo di Alfonso V, nell'arco inferiore del Castel Nuovo a Napoli, sia il ritratto della bella Lucrezia.

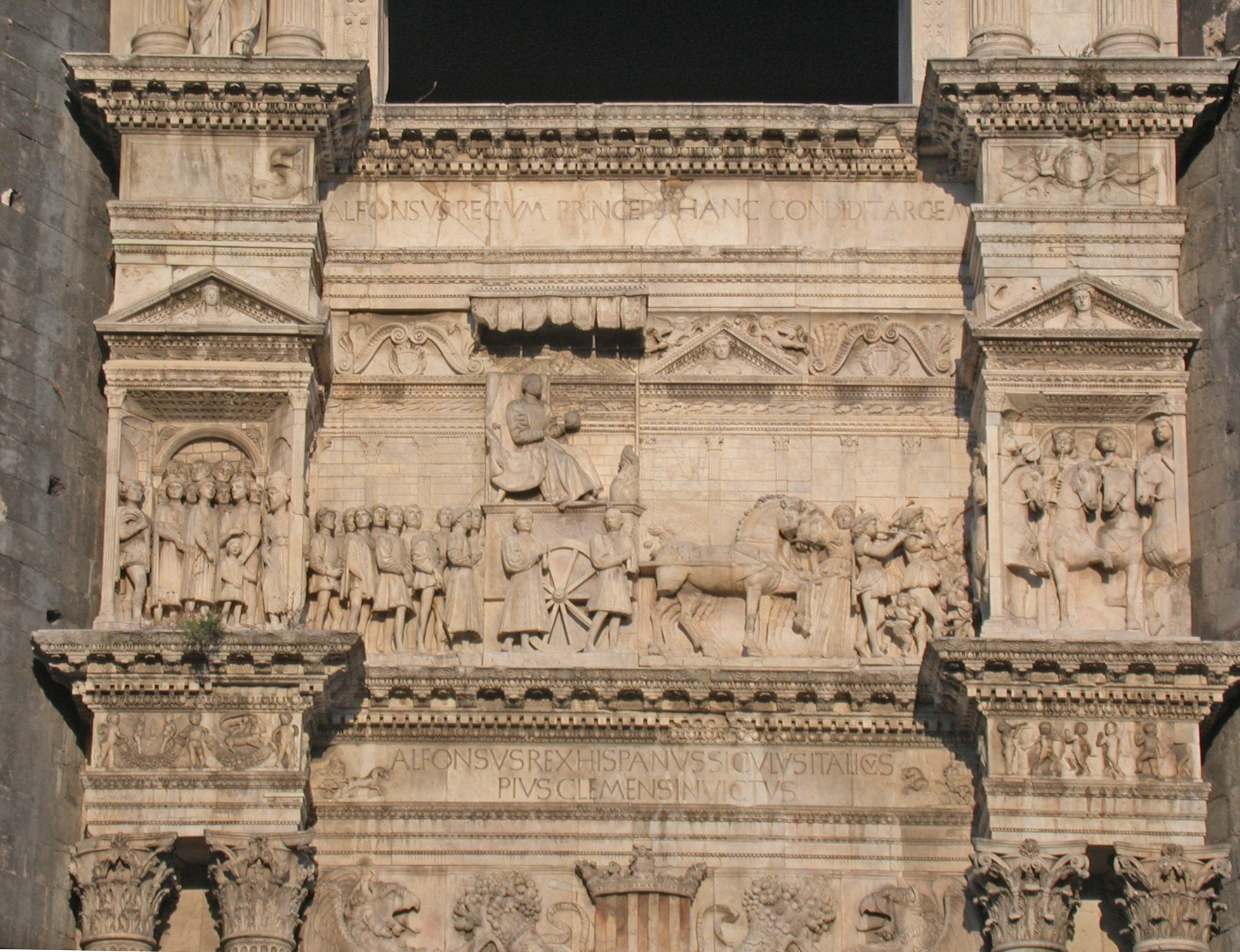
Arco inferiore del Castel Nuovo di Napoli